# Amore di torero
Amore di torero è un film del 1910 diretto da Enrique Santos.

## Trama
La bella moglie di un torero è insidiata da un espada, che la costringe con le minacce a scrivere al marito, mentre è fuori, un biglietto in cui gli confessa di amare un altro uomo. Quando il torero al suo ritorno trova il messaggio, a nulla valgono i tentativi della moglie di chiarire le cose e lei viene cacciata di casa. Tempo dopo, l'espada viene mortalmente ferito in una corrida e, fatto chiamare il torero, gli confessa il misfatto. Quest'ultimo, pentito, ritrova la moglie e le chiede perdono.

## Produzione
Film nº 370 del Catalogo Cines 1911, nel quale è segnato come di genere "drammatico".

## Distribuzione
Il film è stato distribuito in Italia a partire da una data non successiva al 14 luglio 1910.
È stato distribuito nel Regno Unito a partire dal 4 giugno 1910 col titolo A Toreor's Love, mentre in Francia come Amour de toréador.